# Danis sophron
Danis sophron är en fjärilsart som beskrevs av Hans Fruhstorfer 1915. Danis sophron ingår i släktet Danis och familjen juvelvingar. Inga underarter finns listade i Catalogue of Life.